# Rhyssemus macedonicus
Rhyssemus macedonicus är en skalbaggsart som beskrevs av Bénard 1923. Rhyssemus macedonicus ingår i släktet Rhyssemus och familjen Aphodiidae. Inga underarter finns listade i Catalogue of Life.